# ID3 tag

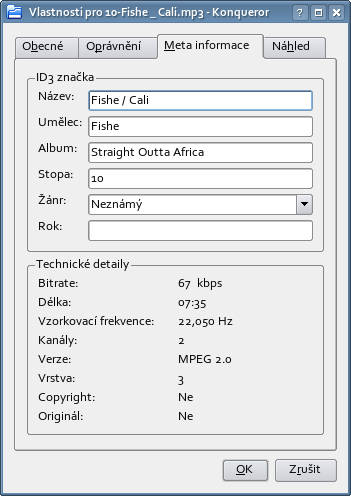
ID3 tagy lze upravovat v dialogovém okně Vlastnosti souboru

ID3 tag je kontejner pro metadata, který byl primárně vyvinut pro formát komprese audia MP3, lze jej však nalézt i jinde. Například formát Ogg může použít ID3 tag, ale narušilo by to jeho strukturu, vhodnější pro něj je použít Vorbis comment. Na základě tzv. ID3 tagů umí hudební přehrávač (včetně kapesních MP3 přehrávačů) zobrazit jména interpretů, názvy písní, alb atd. ID3 tag nijak nesouvisí s názvem souboru. Tento tag lze změnit v některém programu vytvořeném pro tento záměr. Ve Windows XP a novějších lze ID3 tag upravovat i v dialogovém okně Vlastnosti souboru. V operačním systému Linux je populární např. program Easytag.

## Verze
Existují dvě verze ID3, které se mohou v souboru formátu MP3 vyskytovat zároveň.

### ID3v1
128 bytů na konci souboru (kvůli zpětné kompatibilitě s audio přehrávači, které neznaly ID3). Má pevně stanovenou strukturu.

### ID3v2
Existují podverze (ID3v2.2, ID3v2.3 a ID3v2.4). Tagy ID3v2 mají proměnlivou velikost, obvykle se vyskytují na začátku souboru, skládají se z rámců (až 16 MB/rámec, 256 MB/tag).

## Tagy

### Umělec (Artist)
Označuje umělce, či skupinu, který stojí za danou skladbou.

### Album
Tato kolonka obsahuje do kterého alba píseň patří.

### Název (Title)
Název skladby. Nejedná se o název souboru!

### Žánr (Genre)
Jde o hudební žánr, například rock, pop nebo house. V ID3v1 je 80 pevně definovaných žánrů, které lze pomocí pluginu winampu rozšířit o dalších 46. V ID3v2 je žánr definován textovým řetězcem, což znamená, že do tohoto pole může být vyplněno cokoliv.

### Hodnocení (Rating)
Některé mp3 přehrávače podporují hodnocení písní a uživatel si následně může filtrovat písně podle oblíbenosti. Tato funkce nalézá využití spíše u počítačů.

### Obal alba (Album art)
Ke skladbě lze přiložit i libovolný obrázek (většinou obal alba). U IDv2 lze přiložit i více obrázků ve velkém rozlišení.